# Disney Time
Disney Time（ディズニータイム）は、2000年10月5日から2012年9月28日までテレビ東京系列で放送されたディズニーの番組。副音声による二ヵ国語放送（モノラル二重音声）を実施。

## 概要
基本的には前半はディズニー制作のテレビ作品を放送し、後半は司会者による東京ディズニーリゾートの取材・最新情報を放送する。
- 『サンデーディズニー』の後継番組として、2000年10月5日『Disney Time』木曜版が放送開始。
- 『Disney Time』金曜版の放送開始は2001年4月6日からだが、1995年4月から当番組まで同時間帯でディズニー関連番組を連続放送していた。
- 2010年9月30日をもって木曜日の放送が終了し、同年10月1日以降は毎週金曜日のみの放送となる。木曜日の後番組はローカルセールス枠となり、テレビ東京は『たまごっち!』の再放送となった。
- 2011年3月18日から同年5月6日まで、同年3月11日午後に発生した東日本大震災により東京ディズニーリゾートでのロケコーナーを休止[1]。「ミッキーマウス クラブハウス」が時間延長になる。ロケコーナーは同年5月13日より放送再開。
- 2012年9月28日の放送分をもって終了し、1995年4月から放送されたテレビ東京のディズニー関連番組が17年間の歴史に幕を閉じた。その後も木・金ともにアニメ枠を放送したが、2015年4月1日から開始した情報番組『チャージ730!』放送により枠自体も廃止となった。

## 放送局・放送時間
- 木曜07:30 - 08:00（2000年10月5日 - 2010年9月30日）
- 金曜07:30 - 08:00（2001年04月6日 - 2012年9月28日）

| 放送対象地域   | 放送局         | 放送基準   |
| -------------- | -------------- | ---------- |
| 関東広域圏     | テレビ東京     | 制作局     |
| 北海道         | テレビ北海道   | 同時ネット |
| 愛知県         | テレビ愛知     | 同時ネット |
| 大阪府         | テレビ大阪     | 同時ネット |
| 岡山県・香川県 | テレビせとうち | 同時ネット |
| 福岡県         | TVQ九州放送    | 同時ネット |

| 放送対象地域 | 放送局           | 放送期間                      | 放送時間          | 備考         |
| ------------ | ---------------- | ----------------------------- | ----------------- | ------------ |
| 秋田県       | 秋田朝日放送     |                               |                   |              |
| 山形県       | テレビユー山形   |                               |                   |              |
| 山梨県       | テレビ山梨       |                               |                   |              |
| 広島県       | 広島ホームテレビ | 2007年11月10日 - 2008年5月3日 | 土曜06:00 - 06:30 | 途中打ち切り |
| 長崎県       | 長崎国際テレビ   |                               | 土曜朝            |              |
| 大分県       | 大分朝日放送     |                               |                   |              |

テレビ東京と異なる内容の沖縄テレビ版とTOKYO MX版はそれぞれの項を参照。

## 出演
| 期間                    | 出演者                   | 出演者                   | 出演者                   | 出演者                   |
| ----------------------- | ------------------------ | ------------------------ | ------------------------ | ------------------------ |
| 2000年10月 - 2001年03月 | FLIP-FLAP                | FLIP-FLAP                | FLIP-FLAP                | FLIP-FLAP                |
| 2001年04月 - 2002年03月 | 川平慈英                 | 川平慈英                 | 川平慈英                 | 川平慈英                 |
| 2002年04月 - 2003年03月 | 川平慈英                 | 川平慈英                 | 川平慈英                 | 東野佑美                 |
| 2003年04月 - 2005年03月 | SAYAKA（現・神田沙也加） | SAYAKA（現・神田沙也加） | SAYAKA（現・神田沙也加） | SAYAKA（現・神田沙也加） |
| 2005年04月 - 2007年03月 | 濱口優                   | 笹岡莉紗                 | 笹岡莉紗                 | 笹岡莉紗                 |
| 2007年04月 - 2008年03月 | 濱口優                   | 下田奈奈                 | 下田奈奈                 | 岡本里奈                 |
| 2008年04月 - 2010年10月 | 濱口優                   | 林愛夏                   | 林愛夏                   | 林愛夏                   |
| 2010年10月 - 2011年03月 | 濱口優                   | 菊地時音                 | 森野あすか               | 内田純                   |
| 2011年05月 - 2011年09月 | 濱口優                   | 菊地時音                 | 礒村ミラ                 | 中村真菜                 |
| 2011年10月 - 2011年12月 | 濱口優                   | 高樹リサ                 | 遠山宗                   | 白本彩奈                 |
| 2012年01月 - 2012年09月 | 濱口優                   | 高樹リサ                 | 中村真菜                 | 中村真菜                 |

### 出演者の備考
- 東野佑美は「ユミニー」、SAYAKAは「サーヤ」の名前で番組に出ていた。
- 森野あすかはその後ドラマ『鈴木先生』にレギュラー出演が決まり、ドラマの撮影を優先させたため、2011年3月11日放送分をもって卒業。
- 内田純は森野と同じく2011年3月11日放送分をもって卒業したが、ロケコーナー放送再開直後の同年5月13日放送分では視聴者参加によるロケでの助っ人として出演（ただし、収録は震災前に行われた）。
- 白本彩奈は2012年1月から3月まで放送されていたドラマ『最後から二番目の恋』（フジテレビ）にレギュラー出演していたため、2011年12月23日放送分をもって降板。遠山宗も同日放送分で降板したが、降板理由は明かしていない。

## 放送内容
一部の作品においては、他の作品と一緒に放送されたこともあり（例：ディズニー短編アニメーション、ヘラクレス）、ヘビーローテーションで放送されたこともある。
| 作品名                                | 放送時期 | 備考                                                                  |
| ------------------------------------- | --- | --------------------------------------------------------------------- |
| ディズニークラシック短編集            | 2001年? 2004年4月2日 - ? 2005年4月1日 - ? | FLIP-FLAP時代では「MICKEY & FRIENDS ～ミッキー&フレンズ～」という題。 |
| アラジンの大冒険                      | 1990年代 - ? 2002年4月4日 - 9月26日 2007年12月7日 - 2008年3月28日 |                                                                       |
| キム・ポッシブル                      | 2005年4月7日 - 2006年3月30日（シーズン3まで） 2007年7月6日 - 11月30日（シーズン4） 2008年4月4日 - 6月27日                                                                 | 未放送分あり                                                          |
| 新くまのプーさん                      | 1995年4月7日 - 1995年9月 1995年10月 - 1996年3月29日 2000年7月 - 10月 2001年4月 - 9月27日 2002年1月17日 - 3月28日 2006年4月6日 - 7月13日 2007年4月 - 9月 2009年10月1日 - ? |                                                                       |
| ダックテイル                          | 2002年 - 不明 2003年 - 不明 |                                                                       |
| ライオン・キングのティモンとプンバァ  | 1996年4月 - ? 1999年4月4日 - 2000年3月19日 2003年10月2日 - 2004年3月25日                                                                                                  |                                                                       |
| リロ・アンド・スティッチ ザ・シリーズ | 2004年4月1日 - 2005年3月 2005年10月7日 - 2006年3月 ? - 2007年6月29日 |                                                                       |
| ターザン                              | 2000年代後半 |                                                                       |
| チップとデールの大作戦                | 1990年代 2003年10月3日 - 2004年3月26日 |                                                                       |
| ハウス・オブ・マウス                  | 2002年10月3日 - 2003年9月25日 |                                                                       |
| ミッキーマウス・ワークス              | 2000年4月7日 - 6月30日 2001年1月5日 - 3月23日 2001年10月5日 - 2002年3月29日                                                                                               |                                                                       |
| リセス 〜ぼくらの休み時間〜           | 2000年4月2日 - 9月24日 | サンデーディズニーでの放送                                            |
| リトル・アインシュタイン              | 2008年4月3日 - 6月26日 |                                                                       |
| おたすけマニー                        | 2008年7月3日 - 9月25日 |                                                                       |
| カーズトゥーン メーターの世界つくり話 | 2008年頃 - |                                                                       |
| フィニアスとファーブ                  | 2010年7月 - ? 2011年10月7日 - 2012年9月28日 |                                                                       |
| ヘラクレス                            | 2004年4月2日 - ? 2006年頃 |                                                                       |
| ミッキーマウス クラブハウス           | 2006年7月20日 - 12月28日 2007年10月4日 - 12月27日 2008年7月4日 - 9月25日 ? - 2011年9月23日                                                                                |                                                                       |
| プーさんといっしょ                    | 2007年7月5日 - 9月27日 2008年1月 - 2008年3月27日 2008年10月2日 - 2009年9月24日                                                                                            |                                                                       |
| リトル・マーメイド                    | 1990年代 2001年10月4日 - 2001年12月27日 2000年代夏頃 - ? ? - 2002年1月10日 2007年1月2日 - 3月29日                                                                         |                                                                       |
| 101匹わんちゃん                       | 2002年4月5日 - 2003年3月28日 |                                                                       |

出典
上記以外には、映画の放送もあった。ダックテイル・ザ・ムービー/失われた魔法のランプも2006年頃か2007年頃に放送されていたと思われるが、こちらはディズニー側がFlash Playerで告知していたために確認できなかった。他の映画作品も放送していたかは不明。
| 映画タイトル     | 放送日 | 備考                           |
| ---------------- | ------ | ------------------------------ |
| ミッキーと豆の木 | 不明   | サンデー!CLUB Disney時代に放送 |

## 主題歌

### オープニング
「小さな世界」
使用時期 - 1990年代後半
ミッキーキッズ時代に使用された楽曲で、当時の子供たちが歌っている。
「Happy Anniversary Mickey Mouse」
使用時期 - 不明（ディズニー・トゥーン・タウン時代）
冒頭部分のみ使用。
「不明」
使用時期 - 2002年頃、作曲 - 不明
道を走る車がディズニータイムという建物の上に登り、ミッキーのような手袋がその車をキャッチして閉じ込められるようなアニメーション。そこに煙のようなものが出てきて、ミッキーの形になる。
「不明」
使用時期 - 2004年4月頃
「パ・パ・パララン」というCMでも有名な楽曲、男性がカバーしている。詳細は忘れたため不明。
「Should i stay or should i go」
使用時期 - 2004年10月頃
2004年にユニバーサル・ライジング・ミュージックから発売されたアルバム「Forever Young」に収録されている楽曲の1つ。
丸がいくつも並び、テレビの画面には司会者（例：SAYAKA）やディズニーキャラクターたちの姿もあった。カウントダウンの後には、DISNEY TIMEと映し出され、ナレーションが今日のラインナップを紹介する。
「不明」
使用時期 - 2006年 - ?
濱口が操縦士で笹岡と一緒に飛行機に乗っている途中、謎の大きなミッキーの雲にぶつかるアニメーション映像。
「不明」
使用時期 - 2009年? - ?
街の建物のテレビにミッキーマウス・クラブハウス、おたすけマニーが映っていた。
「不明」
使用時期 - 不明
宇宙をテーマとしたオープニング。

### エンディング
- 「ディズニーえかき歌」

使用時期 - ? - 2004年度、歌 - ゆかな、YUJIRO、HIDE、SIESTA、川平慈英、ユミニー ほか
- 「Lost In Space」

使用時期 - 2001年頃、歌 - アポロ440
- 「Livin' la Vida Mickey」

使用時期 - 2001年?、歌 - マーク・レノン
2000年3月9日にリリースされた楽曲。ミッキーマウス・ワークスの映像を使用しており、ミッキーとミニーの大冒険がテーマになっている。ミッキーがミニーに電話するシーンは英語。
- 「Johnny B. Goode」

使用時期 - 2002年頃、歌 - チャック・ベリー
川平が楽器を演奏するシーンやサッカーをするシーン、女装ダンスなどが流れた。
- 「Let's go on together」

使用時期 - 2002年頃、歌 - 川平慈英
元々はゲームキューブのゲームソフト「ディズニーのマジカルパーク」のエンディングで、川平がディズニーの仲間たちとダンスをしている。
- 「Get cha head in The Game & We're All in This Together」

使用時期 - 2006年頃
元々は「ハイスクール・ミュージカル」の楽曲、ハイスクール・ミュージカル サウンドトラックに収録されている。スティッチとエンジェルを含む複数のエイリアンがバスケットボール選手姿みたいな姿でダンスしていた。
- 「パーティーがあるじゃない」

使用時期 - 2008年頃、歌：ハンナ・モンタナ&ジョナス・ブラザーズ
- 「ホワット・タイム・イズ・イット」

使用時期 - 2008年頃
「ハイスクール・ミュージカル2」のサウンドトラックの1つ。
- 「みんなスター」

使用時期 - 2008年頃、歌：ハイスクール・ミュージカル（AAA）
- 「ポップ・トゥ・トップ」

使用時期 -  歌 - ハイスクール・ミュージカル
- 「ぼ～いず＆が～るず」

使用時期 - 2008年頃、歌 - midnightPumpkin
- 「シェキラ!」

使用時期 - 2000年代後半、歌 - セレーナ・ゴメス
元々はディズニー・チャンネルのテレビドラマ「シェキラ!」の楽曲。
- 「ウィー・ロック」

使用時期 - 不明
元々はディズニー・チャンネルのドラマ「キャンプ・ロック」の楽曲。
- 「JET」

使用時期 - 不明、歌 - ホイフェスタ

## 主なコーナー
- 週末占いランキング

FLIP-FLAP時代に放送。これは、FLIP-FLAPの2人が週末の占いをランキングでお送りするものだった。
- あー言っちゃった！

FLIP-FLAP時代に放送。詳細は不明。
- ディズニーキャラクター大百科（Disney character Encyclupedia）

いわゆる豆知識みたいなもので、ディズニー映画などに登場するキャラクターを一目で分かるように紹介するコーナー。
- 隠れミッキーをさがせ！

ディズニーパークの施設にあるどこかに「隠れミッキー」があるかを司会者が見つけ出すというクイズ。
- 発見!ハマグチ探検隊

2006年頃に放送。映画のワンシーンを濱口たちが見つけるコーナー。
- ディズニー謎とき団コーナー

2012年頃。詳細不明のため、加筆求める。
- ディズニークイズ

スティッチや他のディズニーキャラクターに関するクイズがあったほか、映画に関連したクイズもあった。

## スタジオの変更
スタジオ・ディズニー（2001年頃? - ）では何度か模様替えがされている。それ以前の放送は不明。
- 2001年度?

ミッキーの形が付いたドアがあり、ミッキーの壁付け（背景は水色、ミッキーは青色）もあり、棚の外側は紫で中身は黄緑色。また、テープレコーダーみたいな飾り物もあった。
- 2002年度

部屋の橙色の壁（オレンジ色の輪の間に紫色のミッキーが入った緑色の看板と地面には赤と黄のタイル、緑色のヘビのような台に魔法使いの帽子を被ったミッキーなどが置かれ、部屋の中央に白いテーブル・ミッキーと黄緑色のチェアがあり、そのチェアの後ろにはオレンジ色のテーブルにミッキーとミニーの人形が置いてある。また、壁付きテレビも付いていた
- 2004年度

部屋の壁は白く、オレンジ色の輪があり、そこにディズニーキャラクターのフィギュアが置かれている。テーブルにはお電話ミッキーの人形や、ジーニーの人形など、魔法使いの帽子を被ったミッキーの人形があった。赤い棚には101匹わんちゃんの人形などが置いてあった。
- 2006年度以降

この頃からスタジオ収録では無くなった。この年度ではディズニーランドから収録する形で、よゐこたちが今日のラインナップをお伝えし、アニメコーナー終了後にディズニーのアトラクションを楽しむという内容となった。過去にオープニングコーナーでディズニー・リゾートの収録もあったようだが（2011年12月9日放送分）、他の日にディズニー・シーの収録もあったかは不明。この時期である下田奈奈と岡本里奈の時代（具体的な時期は不明）には、アメリカ合衆国のディズニーランドに行く内容も放送されたそうである。

## スタッフ
2012年9月28日まで
- ナレーター：鹿野潤
- 構成：田中到
- TP：高瀬義美
- CAM：小池悟志、伊郷憲二
- VE：嶋田義子、山下悠介
- AUD：加瀬悦史、小清水健治、奈良岡純一
- メイク：宗田知子
- 編集：麻布プラザ → 宮崎誠（ディズニー）
- MA：麻布プラザ → 諏訪部晋一（ディズニー）→ 高橋友樹（ラフト）
- 音響効果：高島慎太郎
- CG：PansonWorks、atmovie
- 番組担当：岡田恵介（ディズニー）
- 番組宣伝：有本哲子（ディズニー）、久光真理子（ディズニー）
- ディレクター：柴田琢朗、林裕之、加賀佐知子
- AP：品川華也子（ディズニー）、太田絢子→阿見たか子
- プロデューサー：佐久間大介
- 演出・プロデューサー：柴田裕正
- エグゼクティブプロデューサー：石崎礼子（ディズニー）
- 協力：東京ディズニーリゾート、ニューテレス、フジアール
- 制作協力：avex&EAST→EAST
- 制作：ウォルト・ディズニー・テレビジョン・インターナショナル ジャパン

| テレビ東京 木曜7:30枠   | テレビ東京 木曜7:30枠                                                                  | テレビ東京 木曜7:30枠                                                                        |
| 前番組                  | 番組名                                                                                 | 次番組                                                                                       |
| ----------------------- | -------------------------------------------------------------------------------------- | -------------------------------------------------------------------------------------------- |
| ゲームEX                | ディズニータイム （2000年10月5日 - 2010年9月30日） ※この期間のみネットワークセールス枠 | たまごっち!（再放送） （2010年10月7日 - 2011年9月29日） ローカル枠                           |
| テレビ東京系 金曜7:30枠 |                                                                                        |                                                                                              |
| フライデーディズニー    | ディズニータイム （2001年4月6日 - 2012年9月28日）                                      | カードファイト!! ヴァンガード アジアサーキット編（再放送） （2012年10月5日 - 2013年3月29日） |

## テレビ東京のディズニー番組

### 金曜朝枠
| 番組名                       | 期間                   | 放送時間    |
| ---------------------------- | ---------------------- | ----------- |
| ミッキー・キッズ             | 1995年04月 - 1996年3月 | 7:35 - 8:05 |
| ディズニー・トゥーン・タウン | 1996年04月 - 1996年9月 | 7:35 - 8:05 |
| ディズニー・トゥーン・タウン | 1996年10月 - 2000年3月 | 7:30 - 8:00 |
| フライデーディズニー         | 2000年04月 - 2001年3月 | 7:30 - 8:00 |
| Disney Time                  | 2001年04月 - 2012年9月 | 7:30 - 8:00 |

出演者
- FLIP-FLAP - 『ディズニー・トゥーン・タウン』（1999年4月 - 2000年3月）と『フライデーディズニー』に出演。

| テレビ東京 金曜7:35枠                                                                     | テレビ東京 金曜7:35枠                                             | テレビ東京 金曜7:35枠                                                              |
| 前番組                                                                                    | 番組名                                                            | 次番組                                                                             |
| ----------------------------------------------------------------------------------------- | ----------------------------------------------------------------- | ---------------------------------------------------------------------------------- |
| 真拳伝説タイトロード ↓ アニメ再放送枠                                                     | ミッキー・キッズ ↓ ディズニー・トゥーン・タウン                   | ディズニー・トゥーン・タウン ※7:30 - 8:00銀河戦国群雄伝ライ（再放送） ※8:00 - 8:30 |
| テレビ東京系列 金曜7:30枠                                                                 |                                                                   |                                                                                    |
| ウルトラマンM730 ウルトラマンランド ※7:30 - 7:35ディズニー・トゥーン・タウン ※7:35 - 8:05 | ディズニー・トゥーン・タウン ↓ フライデーディズニー ↓ Disney Time | カードファイト!! ヴァンガード アジアサーキット編（再放送）                         |

## サンデー!CLUB Disney
基礎情報
- 放送期間：1999年4月4日 - 2000年3月26日
- 放送時間：日曜07:00 - 07:55

| 放送対象地域   | 放送局         | 放送基準   |
| -------------- | -------------- | ---------- |
| 関東広域圏     | テレビ東京     | 制作局     |
| 北海道         | テレビ北海道   | 同時ネット |
| 愛知県         | テレビ愛知     | 同時ネット |
| 大阪府         | テレビ大阪     | 同時ネット |
| 岡山県・香川県 | テレビせとうち | 同時ネット |
| 福岡県         | TVQ九州放送    | 同時ネット |
出演者
- ドロンズ
- 浜丘麻矢
- FLIP-FLAP

| テレビ東京系列 日曜7:00 - 7:55                                     | テレビ東京系列 日曜7:00 - 7:55 | テレビ東京系列 日曜7:00 - 7:55                          |
| 前番組                                                             | 番組名                         | 次番組                                                  |
| ------------------------------------------------------------------ | ------------------------------ | ------------------------------------------------------- |
| タミヤRCカーグランプリ ※7:00 - 7:30ポポロクロイス物語 ※7:30 - 8:00 | サンデー!CLUB Disney           | 知っ得!介護 ※7:00 - 7:30サンデーディズニー ※7:30 - 8:00 |

## サンデーディズニー
基礎情報
- 放送期間：2000年4月2日 - 2000年9月24日
- 放送時間：日曜07:30 - 08:00

| 放送対象地域   | 放送局         | 放送基準   |
| -------------- | -------------- | ---------- |
| 関東広域圏     | テレビ東京     | 制作局     |
| 北海道         | テレビ北海道   | 同時ネット |
| 愛知県         | テレビ愛知     | 同時ネット |
| 大阪府         | テレビ大阪     | 同時ネット |
| 岡山県・香川県 | テレビせとうち | 同時ネット |
| 福岡県         | TVQ九州放送    | 同時ネット |
出演者
- FLIP-FLAP

| テレビ東京系列 日曜7:30 - 8:00                              | テレビ東京系列 日曜7:30 - 8:00 | テレビ東京系列 日曜7:30 - 8:00 |
| 前番組                                                      | 番組名                         | 次番組                         |
| ----------------------------------------------------------- | ------------------------------ | ------------------------------ |
| サンデー!CLUB Disney ※7:00 - 7:55TXN HOTテレビ ※7:55 - 8:00 | サンデーディズニー             | 辰巳琢郎のリフォーム夢家族     |

## ディズニー・サンデー

### 概要（ディズニー・サンデー）
- ディズニーアニメーションが日曜日に放送されるのは15年ぶりで、ディズニーアニメーションがテレビ東京で放送されるのは3年ぶりである。また、テレビ東京で放送された『Disney Time』とは異なり、二ヵ国語放送（モノラル二重音声）の代わりに、ステレオ放送（日本語吹き替え版のみの放送）を実施。
- オープニングキャッチは空色の背景色に黄色のタイトル文字で、画面中央から「ディズニー・サンデー」のロゴがズームインするというもの。サンデーの「デ」の濁点はミッキーマウスを模している。2021年3月28日の放送分をもって終了し、6年間の歴史に幕を閉じた。これがディズニーアニメーションとしてステレオ放送（日本語吹き替え版）を実施する最後の放送となった。そのため、他の海外アニメ作品とは異なり、ディズニーアニメーションにおいては、一部のエピソードがカットされたり、また、エピソードの順番も多少異なるところはなくなった。

### 基礎情報（ディズニー・サンデー）
- 放送期間：2015年10月4日 - 2021年3月28日
- 放送時間：日曜07:30 - 08:00

| 放送対象地域   | 放送局         | 放送基準   |
| -------------- | -------------- | ---------- |
| 関東広域圏     | テレビ東京     | 制作局     |
| 北海道         | テレビ北海道   | 同時ネット |
| 愛知県         | テレビ愛知     | 同時ネット |
| 大阪府         | テレビ大阪     | 同時ネット |
| 岡山県・香川県 | テレビせとうち | 同時ネット |
| 福岡県         | TVQ九州放送    | 同時ネット |

### 放送作品（ディズニー・サンデー）
| 放送作品                         | 放送期間                                                                            | 予告ナレーション | 備考                                                           |
| -------------------------------- | ----------------------------------------------------------------------------------- | ---------------- | -------------------------------------------------------------- |
| ちいさなプリンセス ソフィア      | 2015年10月4日 - 2017年3月26日 2017年09月3日 - 2018年6月24日 2019年04月7日 - 5月26日 | 藏合紗恵子       |                                                                |
| アバローのプリンセス エレナ      | 2017年04月2日 - 2017年8月27日 2019年06月2日 - 2020年3月29日                         | 藏合紗恵子       | [ 19 ]                                                         |
| ミッキーマウスとロードレーサーズ | 2018年07月1日 - 2019年3月31日                                                       | 勝杏里           | [ 20 ] [ 21 ]                                                  |
| ラプンツェル ザ・シリーズ        | 2020年04月5日 - 2021年3月28日                                                       | 相田さやか       | 『遊☆戯☆王SEVENS』移設に伴い、49話（51話）を以て途中打ち切り。 |

| 放送作品                                                 | 放送開始日     | 最終放送日     | 備考   |
| -------------------------------------------------------- | -------------- | -------------- | ------ |
| ミッキーマウス!                                          | 2015年10月4日  | 2018年4月8日   | [ 22 ] |
| マペット・タイム                                         | 2015年10月25日 | 2016年8月14日  | [ 23 ] |
| ウィスカー・ヘイブン 〜ロイヤルペットものがたり〜        | 2016年3月20日  | 2019年3月24日  | [ 24 ] |
| こんにちは!ソフィア                                      | 2016年8月21日  | 2016年12月18日 | [ 25 ] |
| ちいさなプリンセス ソフィア わたしのはじめてのこと       | 2017年3月26日  | 2017年3月26日  | [ 26 ] |
| ミニーのリボンショー                                     | 2017年4月2日   | 2018年3月18日  | [ 27 ] |
| ちいさなプリンセス ソフィアのうた                        | 2017年4月23日  | 2017年8月27日  | [ 28 ] |
| ドッグのしんさつファイル                                 | 2017年4月30日  | 2018年3月4日   | [ 29 ] |
| ディズニーポエム・タイム                                 | 2017年5月7日   | 2018年2月18日  | [ 30 ] |
| アバローのプリンセス エレナのうた                        | 2017年9月17日  | 2019年5月12日  | [ 31 ] |
| チップとデールのおかしなはなし                           | 2018年4月22日  | 2018年8月19日  | [ 32 ] |
| アバローのプリンセス エレナ：バレストレリャでの冒険      | 2018年7月1日   | 2018年8月26日  | [ 33 ] |
| これは すバンガらしい!                                   | 2018年9月2日   | 2018年12月16日 | [ 34 ] |
| アバローのプリンセスエレナ：杖の練習                     | 2018年9月16日  | 2019年5月5日   | [ 35 ] |
| ニーナ がまんできない!                                   | 2018年11月11日 | 2019年12月15日 | [ 36 ] |
| Nursery Rhymes                                           | 2018年11月18日 | 2018年11月18日 | [ 37 ] |
| マペット・ベビー みてみて!きいて!                        | 2019年1月6日   | 2019年9月8日   | [ 38 ] |
| マペット・ベビー いっしょにあそぼう！                    | 2020年4月5日   | 2020年12月20日 | [ 39 ] |
| ドックのおもちゃびょういん ペットレスキューショーツ      | 2019年6月2日   | 2020年11月1日  | [ 40 ] |
| ラプンツェルの日記                                       | 2019年6月23日  | 2019年12月29日 | [ 41 ] |
| いっしょにあそぼう!パグ・パグ・タイム                    | 2019年10月20日 | 2020年10月25日 | [ 42 ] |
| レーシング・スポーツ・ネットワーク                       | 2019年11月3日  | 2020年8月30日  | [ 43 ] |
| ナンシー・クランシー ファンシーのつくりかた              | 2020年1月19日  | 2020年10月11日 | [ 44 ] |
| ドックのおもちゃびょういん ベビー ショーツ               | 2020年11月15日 | 2021年3月28日  | [ 45 ] |
| ドックのおもちゃびょういん サファリたんけんたい ショーツ | 2020年12月13日 | 2021年2月28日  | [ 46 ] |
| バンピリーナ モンスター・ガールズ・オン・ステージ！      | 2021年1月10日  | 2021年3月21日  | [ 47 ] |

| テレビ東京系列 日曜7:30 - 8:00 | テレビ東京系列 日曜7:30 - 8:00                         | テレビ東京系列 日曜7:30 - 8:00                                                                            |
| 前番組 | 番組名                                                 | 次番組 |
| --- | ------------------------------------------------------ | --- |
| ポケモンゲット☆TV （2013年10月6日 - 2015年9月27日） 【本枠までポケモン関連の情報番組枠】 【枠自体は30分縮小のうえ『ポケモンの家あつまる?』に改題して継続】 ※7:30 - 8:30 | ディズニー・サンデー （2015年10月4日 - 2021年3月28日） | 遊☆戯☆王SEVENS （2021年4月4日 - 2022年3月27日） 【土曜 7:30 - 8:00より移動】 【ここから遊☆戯☆王シリーズ】 |

## 沖縄テレビ『ディズニータイム』
- 放送局：沖縄テレビ放送
- 放送期間：2008年4月7日 - 2008年9月29日
- 放送時間：月曜15:30 - 16:00

※他の局と放送内容は異なる

## TOKYO MX『ディズニータイム』
TOKYO MXのディズニータイムはアニメのみの放送でテレビ東京版とは異なる内容。
| 番組名                     | 放送局   | 放送時間          | 番組終了時のアニメ                |
| -------------------------- | -------- | ----------------- | --------------------------------- |
| ディズニータイム           | TOKYO MX | 日曜17:30 - 18:00 | リロアンドスティッチ ザ・シリーズ |
| ディズニータイムアンコール | TOKYO MX | 日曜16:30 - 17:00 | キム・ポッシブル                  |